# Porotheleum
Porotheleum är ett släkte av svampar. Enligt Catalogue of Life ingår Porotheleum i familjen Meripilaceae, ordningen Polyporales, klassen Agaricomycetes, divisionen basidiesvampar och riket svampar, men enligt Dyntaxa är tillhörigheten istället familjen Porotheleaceae, ordningen Agaricales, klassen Agaricomycetes, divisionen basidiesvampar och riket svampar.
|             | Hydnopolyporus                           |
|             |                                          |
| Porotheleum | \| \| Porotheleum fimbriatum \| \| \| \| |
|             | \| \| Porotheleum fimbriatum \| \| \| \| |
|             | Rigidoporus                              |
|             |                                          |
|             | Physisporinus                            |
|             |                                          |
|             | Grifola                                  |
|             |                                          |
|             | Henningsia                               |
|             |                                          |
|             | Sporotrichopsis                          |
|             |                                          |
|             | Meripilus                                |
|             |                                          |
|             | Porotheleum fimbriatum                   |
|             |                                          |

|  | Porotheleum fimbriatum |
|  |                        |